# جیسون داوسون
جیسون داوسون (انگلیسی: Jason Dawson؛ زادهٔ ۹ فوریهٔ ۱۹۷۱) بازیکن فوتبال اهل بریتانیا است.
از باشگاه‌هایی که در آن بازی کرده‌است می‌توان به باشگاه فوتبال مکلسفیلد تاون و باشگاه فوتبال لیک تاون اشاره کرد.